# Relations entre le Japon et les Maldives
Les relations entre le Japon et les Maldives désignent les liens, échanges, confrontations, collaborations et rencontres, d’ordre économique, diplomatique, et culturel, qu’ont entretenus hier et entretiennent aujourd’hui le Japon et les Maldives.
Les relations diplomatiques entre les deux pays sont établies en 1967.

## Historique
Maumoon Abdul Gayoom, président des Maldives, se rend quatre fois au Japon entre 1984 et 2001. En 2014, Abdulla Yameen, président des Maldives, rencontre le Premier ministre japonais Shinzō Abe à Tokyo.
Les Maldives ouvrent une ambassade à Tokyo en 2007. Le Japon ouvre une ambassade à Malé, aux Maldives, en 2016.
En octobre 2019, le président maldivien Ibrahim Mohamed Solih se rend au Japon pour la cérémonie d'intronisation de l'empereur Naruhito. Au cours de la visite, le président Solih rencontre le Premier ministre Shinzō Abe.

## Barrière anti-tsunami de l'Aide publique au développement du Japon

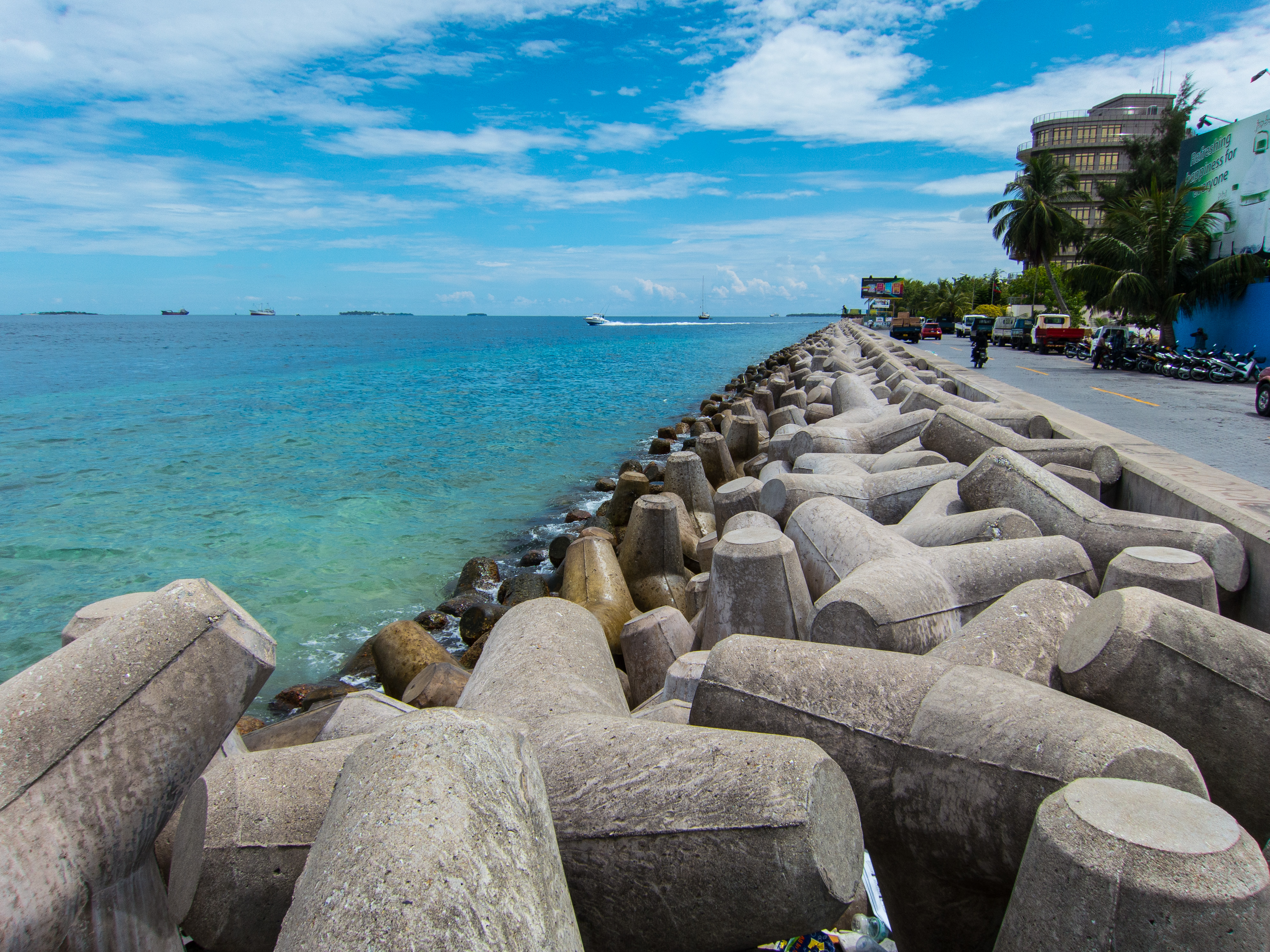
Brise-lames sur la côte ouest de Malé. Cette structure est efficace pour protéger les zones de basse altitude des marées de tempête et des tsunamis.

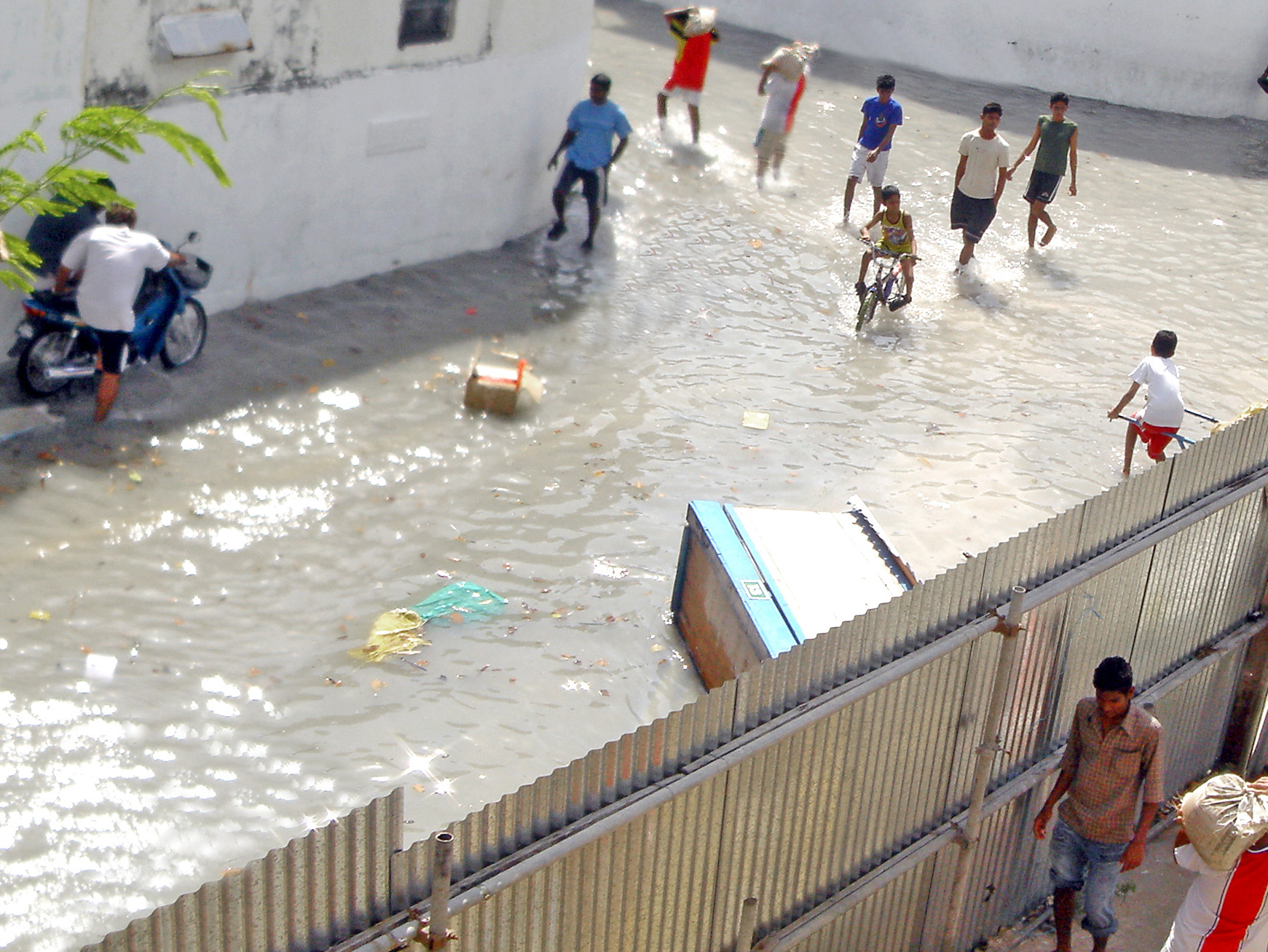
Malé après le tsunami provoqué par le séisme de 2004 dans l'océan Indien.

En 1987, une onde de tempête massive frappe et inonde une grande partie des Maldives. La vague dévastatrice exerce une forte influence sur ce pays insulaire de l'océan Indien, en particulier sur l'infrastructure de Malé qui est paralysée et endommagée pour un coût estimé à 6 millions de dollars américains. Le PIB des Maldives, par la suite, diminue de 5,70 % cette année par rapport à la précédente, passant de 158 millions de dollars américains en 1986 à 149 millions de dollars américains en 1987. Malé demande immédiatement à Tokyo une aide d'urgence et une aide pour prévenir les catastrophes telles que l'onde de tempête, ce que le gouvernement japonais accepte. Un projet de protection des côtes soutenu par l'Aide publique au développement du Japon commence rapidement dans l'année et se poursuit jusqu'en 2002, date de l'achèvement de la barrière de six kilomètres de long tout autour de la capitale.
Deux ans seulement après la réalisation de ce projet, en 2004, un tremblement de terre sous-marin massif de magnitude 9,1 ou plus se produit, et un tsunami attaque la partie ouest de l'océan Pacifique et presque toutes les zones côtières de l'océan Indien, y compris les Maldives. Cet énorme tsunami tue entre 230 000 et 280 000 personnes au Sri Lanka, en Inde, en Thaïlande, en Malaisie, à Madagascar, en Somalie, au Kenya, en Tanzanie, en Afrique du Sud et aux Maldives en dehors de l'île de Malé,,. Néanmoins, aux Maldives, la barrière anti-tsunami construite en collaboration entre les deux pays insulaires protège ceux qui vivent à Malé.